# Mistrzostwa Świata w Lekkoatletyce 1987 – dziesięciobój mężczyzn

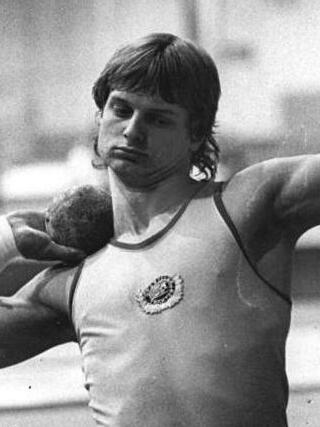
Mistrz świata Torsten Voss

Dziesięciobój mężczyzn – jedna z konkurencji rozgrywanych podczas lekkoatletycznych mistrzostw świata w 1987 na Stadionie Olimpijskim w Rzymie.
Zwycięzcą został Torsten Voss z Niemieckiej Republiki Demokratycznej. Tytułu zdobytego na poprzednich mistrzostwach nie obronił Daley Thompson z Wielkiej Brytanii, który tym razem zajął 9. miejsce.

## Terminarz
| Data       | Konkurencje                                                                         |
| ---------- | ----------------------------------------------------------------------------------- |
| 3 września | bieg na 100 m skok w dal pchnięcie kulą skok wzwyż bieg na 400 m                    |
| 4 września | bieg na 110 m przez płotki rzut dyskiem skok o tyczce rzut oszczepem bieg na 1500 m |

## Rekordy
|                          | Zawodnik       | Wynik | Miejsce     | Data                |
| ------------------------ | -------------- | ----- | ----------- | ------------------- |
| Rekord świata            | Daley Thompson | 8847  | Los Angeles | 8–9 sierpnia 1984   |
| Rekord mistrzostw świata | Daley Thompson | 8714  | Helsinki    | 12–13 sierpnia 1983 |

## Wyniki
| Poz. | Zawodnik           | Punkty | 100     | W dal    | Kula    | Wzwyż  | 400     | 110 ppł | Dysk    | Tyczka | Oszczep | 1500    |
| ---- | ------------------ | ------ | ------- | -------- | ------- | ------ | ------- | ------- | ------- | ------ | ------- | ------- |
| 1    | Torsten Voss       | 8680   | 10,69 s | 7,88 m   | 14,90 m | 2,10 m | 47,96 s | 14,13 s | 43,96 m | 5,10 m | 58,02 m | 4:25,93 |
| 2    | Siegfried Wentz    | 8461   | 10,78 s | 7,42 m w | 15,57 m | 1,98 m | 48,48 s | 14,06 s | 47,36 m | 4,70 m | 65,28 m | 4:33,70 |
| 3    | Pawło Tarnowecki   | 8375   | 11,01 s | 7,43 m   | 15,32 m | 2,07 m | 49,22 s | 14,86 s | 47,66 m | 4,90 m | 58,60 m | 4:23,96 |
| 4    | Christian Plaziat  | 8307   | 10,80 s | 7,76 m   | 14,70 m | 2,10 m | 49,63 s | 14,64 s | 44,92 m | 4,90 m | 53,08 m | 4:27,72 |
| 5    | Christian Schenk   | 8304   | 11,42 s | 7,63 m   | 15,30 m | 2,25 m | 51,34 s | 15,03 s | 47,26 m | 4,50 m | 61,42 m | 4:23,55 |
| 6    | Simon Poelman      | 8296   | 10,83 s | 7,46 m   | 15,57 m | 2,04 m | 50,07 s | 14,45 s | 44,28 m | 4,80 m | 58,90 m | 4:28,08 |
| 7    | Alain Blondel      | 8178   | 11,15 s | 7,47 m   | 13,68 m | 1,98 m | 47,91 s | 14,46 s | 42,28 m | 4,90 m | 55,68 m | 4:16,31 |
| 8    | Aleksandr Niewski  | 8174   | 11,13 s | 7,45 m   | 15,53 m | 2,04 m | 50,01 s | 15,01 s | 46,42 m | 4,70 m | 60,56 m | 4:29,69 |
| 9    | Daley Thompson     | 8124   | 10,67 s | 7,52 m   | 15,09 m | 2,01 m | 48,61 s | 14,87 s | 45,18 m | 4,80 m | 54,14 m | 4:48,78 |
| 10   | William Motti      | 8062   | 11,27 s | 7,21 m   | 14,98 m | 2,19 m | 50,88 s | 14,94 s | 47,36 m | 4,50 m | 58,38 m | 4:35,83 |
| 11   | Beat Gähwiler      | 8034   | 11,29 s | 7,20 m   | 14,59 m | 1,92 m | 49,54 s | 14,83 s | 43,24 m | 4,80 m | 63,28 m | 4:20,87 |
| 12   | Gary Kinder        | 8030   | 11,03 s | 7,31 m   | 16,23 m | 1,95 m | 52,22 s | 15,01 s | 46,94 m | 4,80 m | 66,10 m | 4:50,52 |
| 13   | Rob Muzzio         | 8017   | 11,25 s | 7,22 m   | 16,64 m | 1,98 m | 50,69 s | 14,97 s | 45,90 m | 4,70 m | 59,14 m | 4:36,33 |
| 14   | Michael Neugebauer | 7733   | 11,02 s | 7,36 m   | 12,94 m | 2,07 m | 51,85 s | 14,43 s | 39,70 m | 4,40 m | 56,28 m | 4:33,32 |
| 15   | Mikael Olander     | 7696   | 11,40 s | 6,72 m   | 14,94 m | 1,95 m | 51,36 s | 16,32 s | 46,76 m | 4,60 m | 70,94 m | 4:39,63 |
| 16   | Věroslav Valenta   | 7574   | 11,36 s | 7,16 m   | 14,68 m | 1,95 m | 52,38 s | 15,44 s | 46,72 m | 4,50 m | 57,56 m | 4:45,83 |
| 17   | Lars Warming       | 7537   | 11,12 s | 7,25 m   | 12,85 m | 1,95 m | 50,42 s | 14,67 s | 40,94 m | 4,60 m | 44,36 m | 4:29,53 |
| 18   | Paul Hewlett       | 6474   | 11,25 s | 6,43 m   | 11,59 m | 1,83 m | 52,14 s | 15,96 s | 32,88 m | 3,80 m | 45,46 m | 4:38,40 |
| –    | Tim Bright         | DNF    | 11,23 s | 7,26 m w | 14,10 m | 1,95 m | 51,68 s | 14,42 s | 39,38 m | 5,40 m | DNS     |         |
| –    | Dave Steen         | DNF    | 11,17 s | 7,47 m   | 12,84 m | 1,95 m | 49,59 s | 15,73 s | 40,18 m | 5,00 m | DNS     |         |
| –    | Lee Fu-an          | DNF    | 11,00 s | 7,36 m   | 13,42 m | 2,04 m | 51,06 s | DNS     |         |        |         |         |
| –    | Valter Külvet      | DNF    | 11,19 s | 7,10 m   | 14,74 m | 1,92 m | 49,58 s | DNS     |         |        |         |         |
| –    | Pedro da Silva     | DNF    | 10,86 s | 7,20 m   | 13,85 m | 2,01 m | 57,45 s | DNS     |         |        |         |         |
| –    | Petri Keskitalo    | DNF    | 10,79 s | 7,49 m   | 14,49 m | 1,89 m | DNS     |         |         |        |         |         |
| –    | Marco Rossi        | DNF    | 10,94 s | 6,88 m   | 14,24 m | 1,95 m | DNS     |         |         |        |         |         |
| –    | Jürgen Hingsen     | DNF    | 11,26 s | 7,67 m   | 15,33 m | NM     | DNS     |         |         |        |         |         |
| –    | Mike Smith         | DNF    | 11,14 s | 6,78 m w | DNS     |        |         |         |         |        |         |         |
| –    | Robert De Wit      | DNF    | 11,26 s | 6,60 m   | DNS     |        |         |         |         |        |         |         |